# Georg Wagner (Orgelbauer)
Georg Wagner (* um 1560; † 1635 in Lich) war ein deutscher Orgelbauer, der um 1600 in Hessen wirkte.

## Leben
Dass Georg Wagner mit Jorge (Jorg, Görg) Wagner dem Jungen identisch ist, gilt als unwahrscheinlich. Jorge wird bereits 1548 in einer Licher Bürgerliste genannt und ist zwischen 1551 und 1571 als „Urgelmacher“ nachweisbar. Vermutlich war er der Vater von Georg Wagner. Georgs Bruder Theodor (Dietrich) Wagner (* 1548) ist zwischen 1575 und 1630 als Organist, als zweiter Pfarrer und später als Dechant an der Marienstiftskirche Lich nachgewiesen. Dessen Sohn Eberhard war ebenfalls Orgelbauer und unterstützte seinen Vater.
Vermutlich hat Georg Wagner bei Caspar Schütz in Laubach das Orgelhandwerk gelernt. Süddeutsche Einflüsse legen weitere Lehrjahre im mainfränkischen Raum nahe. Spätestens 1590 wurde er Organist am Marienstift und heiratete im Jahr 1592. Er übernahm oder begründete in Lich eine Werkstatt und prägte zusammen mit seinem Sohn Georg Henrich Wagner die Orgellandschaft Hessen ein ganzes Jahrhundert durch Neubauten, Umbauten und Reparaturtätigkeiten. Georg Wagner starb 1635 in Lich an der Pest.

## Werk
Wagners Werke gehören zu den ältesten erhaltenen Orgeln in Hessen. Er gilt als der führende hessische Orgelbauer im 17. Jahrhundert. Stilistisch stehen seine Werke zwischen Spätrenaissance und Frühbarock. Neben kleinen Positiven schuf er auch einige zwei- und dreimanualige Werke sowie besaitete Tasteninstrumente (Clavichorde und Cembali). Im Jahr 1590 tritt er mit einem (Erweiterungs-)Umbau in Lich zum ersten Mal als Orgelbauer in Erscheinung. Internationale Bekanntheit hat das „Althefer-Positiv“ erlangt, das ihm zugeschrieben wird, und heute als Marburger Schloss-Orgel bekannt ist. Die einzigartige Renaissance-Orgel entstand zwischen 1590 und 1600 wahrscheinlich für die Landvögte Rudolph Wilhelm Rau von Holzhausen und seinen Schwiegersohn Johann von Bodenhausen aus Amönau. Nach dem Tod der Besitzer wurde das Instrument im Jahr 1620 in die Stiftskirche Wetter überführt und 1776 nach Friedlos verkauft. Im 18. Jahrhundert erfolgte ein Erweiterungsumbau, der jedoch zu einer Verschlechterung führte. Nachdem die Kleinorgel im Laufe des 19. Jahrhunderts nicht mehr spielbar war, wurde sie dem Hessischen Geschichtsverein geschenkt. Dieser ließ sie im Marburger Schloss aufstellen, wo sie ihren heutigen Standort fand. Das Instrument verfügte ursprünglich über sechs Register, die noch teilweise original erhalten sind. Gegenwärtig ist eine Rekonstruktion geplant. Das hohe handwerkliche Niveau findet in Hessen nur noch in der Orgelbauerfamilie von Compenius eine zeitgenössische Parallele.
Nicht gesichert ist die Zuweisung der Orgel in Rodenbach, die im Prospekt die Jahreszahl 1621 trägt. Hier gehen noch vier Register auf das 17. Jahrhundert zurück. Auch der Prospekt in Runkel weist Ähnlichkeiten mit der Bauweise Wagners auf. In der Markuskirche (Butzbach) (1614) und in der Marienstiftskirche Lich (1624) schuf Wagner mittelgroße Orgeln, von denen nur noch die Prospekte erhalten sind. Diese gehören zu den ältesten in Hessen. Beide Orgeln sind mit einem Rückpositiv ausgestattet und reichhaltig mit gesägtem Schnitzwerk versehen, wie es charakteristisch für Werke der Renaissance war. Kennzeichnend sind die zweigeschossigen Flachfelder zwischen den Pfeifentürmen des Hauptwerks, die einen Spiegelprinzipal aufweisen, wie sie auch vielfach im Brabanter Orgelbau begegnen. Vermutet wird, dass die Orgelbaufamilie (Bernhard und Johann) Graurock eine vermittelnde Rolle gespielt hat. In Butzbach sind die Prospektpfeifen original, während sie in Lich später ersetzt wurden.
Im Jahr 1631 wird Wagners Orgel aus Kloster Arnsburg nach Lich ausgelagert, um sie vor den schwedischen und den hanauischen Truppen zu schützen. Mit den Pedaltürmen erweiterte man dort die Orgel der Marienstiftskirche, die in klanglicher und optischer Hinsicht nun einen imposanteren Eindruck machte. 1638 verlangte der Arnsburger Abt die Orgel zurück. Die Licher boten als Ersatz zunächst gutes Blei an, 1639 einigte man sich auf ein neues Orgelwerk für Arnsburg und den Verbleib des Pedalwerks in Lich. Ein Neubau war aufgrund der Kriegsschäden in Arnsburg mittelfristig ausgeschlossen, sodass auf eine finanzielle Entschädigung drängte, was nach 1648 aber nicht mehr zustande kam. Der Streit war sogar Gegenstand im Westfälischen Frieden und wurde erst 1659 endgültig beigelegt.

## Werkliste
Kursivschreibung gibt an, dass die Orgel nicht oder nur noch das historische Gehäuse erhalten ist. In der fünften Spalte bezeichnet die römische Zahl die Anzahl der Manuale, ein großes „P“ ein selbstständiges Pedal, ein kleines „p“ ein nur angehängtes Pedal. Die arabische Zahl gibt die Anzahl der klingenden Register an. Die letzte Spalte bietet Angaben zum Erhaltungszustand oder zu Besonderheiten.
| Jahr                   | Ort               | Kirche                 | Bild | Manuale | Register | Bemerkungen |
| ---------------------- | ----------------- | ---------------------- | ---- | ------- | -------- | --- |
| zwischen 1590 und 1600 | Marburg           | Marburger Schloss      |      | I       | 6        | „Althefer-Positiv“; Gehäuse, Windlade und zweieinhalb Register erhalten |
| 1600                   | Langgöns          | Jakobuskirche          |      |         |          | Neubau oder Umbau; nicht erhalten |
| 1607                   | Kloster Arnsburg  | Klosterkirche          |      | II/P    |          | Renovierung der Orgel; die Pedaltürme sind in Lich erhalten |
| 1612–1614              | Friedberg         | Stadtkirche            |      | II      | ?+7      | Größere Reparatur oder Umbau; nicht erhalten |
| 1614                   | Butzbach          | Markuskirche           |      | II/p    |          | Neubau unter Verwendung älterer Teile der Vorgängerorgel; Rückpositivprospekt mit Principal 2′; 1990 Neubau hinter hist. Prospekt durch Metzler Orgelbau → Orgel                                                           |
| 1620                   | Runkel            | Evangelische Kirche    |      |         |          | Zuschreibung; Prospekt mit bossierter Mittelpfeife erhalten |
| 1621                   | Rodenbach (?)     | Ev. Kirche             |      | I       | 8        | Zuschreibung; Prospekt und 4 Register von 1621 (ursprünglich für die Stadtkirche in Nidda gebaut und 1781 nach Rodenbach verkauft?), später verschiedene Änderungen, 1970 Restaurierung durch Rudolf von Beckerath → Orgel |
| 1621–1624, 1631        | Lich              | Marienstiftskirche     |      | II/P    | 20       | 1631 wurden Pedaltürme aus Kloster Arnsburg ergänzt; 1972 Neubau hinter hist. Prospekt durch Förster & Nicolaus Orgelbau (III/P/33); 5 Register erhalten                                                                   |
| um 1625                | Gießen (?)        | Stadtkirche            |      | I/P     | 10 (?)   | Neubau; nicht erhalten |
| 1625                   | Hachenburg        | Stadtkirche            |      |         |          | Neubau; 1716 ersetzt |
| 1626                   | Marburg           | Pfarrkirche St. Marien |      | III/P   | 24       | Neubau; nicht erhalten |
| 1628                   | Deckenbach        | Ev. Kirche             |      | II/p    | 15       | Neubau mit Hauptwerk und Rückpositiv; nicht erhalten |
| 1633                   | Frankfurt am Main | Katharinenkirche       |      |         |          | Reparatur der Orgel von Lorenz Ettlin (1626/27); nicht erhalten |